# تجاسوی مادیوادا
تجاسوی مادیوادا (به انگلیسی: Tejaswi Madivada) بازیگر هندی است.
از فیلم‌هایی که وی در آن نقش داشته است می‌توان به ما، جشن پیروزی، تاک یاس در حیاط، اتاق خواب پادشاه ۲ و مرد ثروتمند اشاره کرد.